# La Chauve-souris (Richier)
Pour les articles homonymes, voir La Chauve-Souris  (homonymie).
La Chauve-souris (Richier) , encore intitulée L'Homme chauve-souris ou The Bat, est une sculpture de Germaine Richier  en bronze naturel nettoyé, réalisée en 11 exemplaires en 1946. Elle représente un être humain asexué qui peut être aussi bien considéré comme une femme  que comme un homme.
C'est la troisième  sculpture de Germaine Richier  ayant pour sujet les femmes-insectes (ou hommes-insectes selon les points de vue). Elle inaugure une nouvelle technique de l'artiste qui ajoute plâtre et filasse dans sa sculpture de bronze.

## Historique et description
Elle a été réalisée la même année que L'Araignée I, et La Mante, grande .   Germaine Richier y expérimente une nouvelle technique  décrite sur le site du musée des beaux-arts de Lyon, ainsi que par Jean-Louis Prat dans le  catalogue de la rétrospective 1996 à  la Fondation Maeght de Saint-Paul-de-Vence en 1996. « Sur un squelette de fer, armature habituelle ,   elle dispose de la filasse enduite de plâtre. Son modèle a été retrouvé par Élisabeth Lebovici dans un placard de son atelier où il y avait tous ses « modèles » : un musée d'insectes naturalisés dont un squelette de chauve-souris. »
Georges Limbour a expliqué cette nouvelle technique par la difficulté  qu'il y a à faire un moulage de l'insecte naturalisé, à cause de la fragilité de ses ailes en dentelle. « Citation|Les ailes déchiquetées et transparentes... (avec des guipures de plâtre), étaient un défi que le fondeur a relevé en les coulant dans le bronze »

## Réception et commentaires
Dans le catalogue de l'exposition au musée d'art moderne et contemporain de Saint-Étienne en 1993, intitulée L'Écriture griffée, Jacques Beauffet  a salué  cette sculpture « déchiquetée dont les traits et carrefours géométriques s'opposent au modelé traditionnel . »
Pierre Restany s'aperçoit qu'avec le recul du temps « Germaine Richier a affronté l'univers du symbole avec la même impétuosité que le monde des forces élémentaires. Elle traduit le fantastique en termes naturels. »

### Livres
- Jean-Louis Prat, Germaine Richier, rétrospective, Saint-Paul-de-Vence, Fondation Maeght, 1996, 240 p. (ISBN 978-2-900923-13-9),  rétrospective du 5 avril au 18 juin 1996
- Collectif Saint-Étienne, L'Écriture griffée, Saint-Étienne, musée d'art moderne et contemporain de Saint-Étienne, 1993, 215 p. (ISBN 978-2-7118-3051-0),   L'exposition comprend des œuvres de  : Antonin Artaud, Brassaï, Victor Brauner, Bernard Buffet, César, Jean Dubuffet, Jean Fautrier, Alberto Giacometti, Francis Gruber, Jean Hélion, Henri Michaux, Germaine Richier, Pierre Tal-Coat, Wols. Le texte sur Germaine Richier p.163-171 est de Jacques Beauffet

### Articles
- Les étranges créatures de Germaine Richier enfin rassemblées par Geneviève Breerette[note 1], Le Monde, 17 avril 1996, p. 22

la page contient aussi un extrait d'entretien de César avec Alain Jouffroy sur Germaine Richier
- Pierre Restany, Germaine Richer, le grand art de la statuaire, L'Œil, no 279, Paris, octobre 1978,  p. 60-62.